# Plymouth (Minnesota)
Plymouth è una città degli Stati Uniti d'America, nella contea di Hennepin, nello Stato del Minnesota.
È un sobborgo di Minneapolis.